# حسین غلام کبیری
حسین غلام کبیری بسیجی‌ای است که در جریان رویدادهای پس از اعلام نتایج انتخابات ریاست جمهوری ایران (۱۳۸۸) و تجمعات معترضین به نتایج انتخابات در ۲۵ خرداد ۱۳۸۸، در منطقه سعادت‌آباد و در سن ۱۸ سالگی کشته شده‌است
در مراسم اولین سالگرد درگذشت وی افرادی چون معاون رئیس‌جمهور و تعدادی از فرماندهان بسیج حضور داشتند.
بنا به گزارش سپاه‌نیوز، ارگان رسمی سپاه پاسداران جمهوری اسلامی ایران، دفتر بسیج دانشکده ادبیات دانشگاه گیلان به نام وی نامگذاری شده‌است.

## علت مرگ
درحالیکه مقامات و نهادهای حکومتی طی سی ماه به‌طور مداوم مدعی کشته شدن حسین غلام کبیری توسط معترضان به نتایج انتخابات بودند و در رسانه‌های خود از «شهادت یکی از بسیجیان توسط عوامل فتنه سبز» خبر می‌دادند، نتیجه دادگاه نشان داد که متهم به قتل بسیجی مذکور، در زمان حادثه، خود در بازداشت مأموران امنیتی بوده‌است. متهم این پرنده بعد از ۲ سال و نیم تبرئه شد و دیهٔ این حسین غلام کبیری توسط خزانهٔ دولت پرداخت شد
این اولین و آخرین پرونده کشته شدگان حوادث ۸۸ بود که در دستگاه قضایی رسیدگی شد و به سرانجام رسید. پرونده «اولین شهید فتنه» حتی به دیوان عالی کشور هم کشیده شد و سه سال به طول انجامید، اما در نهایت مشخص شد که شهادتی در کار نیست و یک حادثه تصادف منجر به مرگ وی شده‌است.